# Ллойд Уэббер, Джулиан
Джулиан Ллойд Уэббер (англ. Julian Lloyd Webber; род. 14 апреля 1951) — британский виолончелист. Сын композитора Уильяма Ллойда Уэббера, младший брат Эндрю Ллойда Уэббера.
Окончил лондонский Королевский колледж музыки под руководством Дугласа Камерона, затем учился в Женеве у Пьера Фурнье. Дебютировал на лондонской сцене в 1971 году, в Нью-Йорке в 1980 году. Осуществил более 50 мировых премьер, включая написанные специально для него концерты Хоакина Родриго и Филипа Гласса, а также Двойной концерт для виолончели и саксофона с оркестром Майкла Наймана. Среди наиболее выдающихся записей Ллойда Уэббера — «Концерт для виолончели с оркестром» Эдуарда Элгара с дирижёром Иегуди Менухиным, Концерт Антонина Дворжака с Чешским филармоническим оркестром под управлением Вацлава Ноймана, Вариации на тему рококо Чайковского с Лондонским симфоническим оркестром под управлением М. Д. Шостаковича, концерты Бриттена и Уолтона с Невиллом Марринером и его оркестром Академия Святого Мартина в полях. Он также исполняет и записывает произведения своего отца и своего брата.
С 1978 года Джулиан Ллойд Уэббер является профессором Гилдхоллской школы музыки и театра. Он уделяет большое внимание проблемам музыкального образования. В 2003 году вместе с Эвелин Гленни и Джеймсом Голуэем Ллойд Уэббер создал Консорциум музыкального образования (англ. Music Education Consortium), деятельность которого направлена на как можно более широкую популяризацию классической музыки; лоббирующая деятельность консорциума привела в 2007 году к выделению правительством Гордона Брауна беспрецедентной суммы в 332 млн фунтов стерлингов на развитие музыкального образования.
Ллойд Уэббер также является музыкальным колумнистом газеты The Daily Telegraph.
Биография Джулиана Ллойда Уэббера «Женат на музыке» (англ. Married to Music) издана в 2001 году.

## Виолончели с оркестром записи
- Frank Bridge — Oration (1976)
- Édouard Lalo — Cello Concerto (1982)
- Frederick Delius — Cello Concerto (1982)
- Joaquín Rodrigo — Concierto como un divertimento (1982)
- Joseph Haydn — Cello Concertos Nos. 1 and 2 (1983)
- Edward Elgar — Cello Concerto (1985)
- Victor Herbert — Cello Concerto No. 2 (1986)
- Arthur Sullivan — Cello Concerto (1986)
- Antonín Dvořák — Cello Concerto (1988)
- Arthur Honegger — Cello Concerto (1990)
- Camille Saint-Saëns — Cello Concerto No. 1 (1990)
- Pyotr Ilyich Tchaikovsky — Variations on a Rococo Theme (1991)
- Nikolai Myaskovsky — Cello Concerto (1991)
- Gavin Bryars — Cello Concerto (1994)
- Benjamin Britten — Cello Symphony (1995)
- William Walton — Cello Concerto (1995)
- Michael Nyman — Concerto for Cello, Saxophone and orchestra (1996)
- Max Bruch — Kol Nidrei (1998)
- Granville Bantock — Sapphic Poem (1999)
- Philip Glass — Cello Concerto No. 1 (Glass) (2003)
- Andrew Lloyd Webber — Phantasia for violin, cello and orchestra (2004)
- Romantic Cello Concertos (2009)
- Eric Whitacre — «The River Cam» (2012)

## Виолончели и фортепиано записи
- Peter Racine Fricker — Cello Sonata (1976)
- John Ireland — Complete Piano Trios (1976)
- Andrew Lloyd Webber — Variations (1977)
- Benjamin Britten — Third Suite for Cello (1979)
- Claude Debussy — Cello Sonata (1979)
- John Ireland — Cello Sonata (1979)
- Sergei Rachmaninoff — Cello Sonata (1979)
- Malcolm Arnold — Fantasy for Cello (1986)
- Alan Rawsthorne — Cello Sonata (1986)
- Benjamin Britten — Cello Sonata (1988)
- Sergei Prokofiev — Ballade (1988)
- Dmitri Shostakovich — Cello Sonata (1988)
- Gabriel Fauré — Elegie (1990)
- Charles Villiers Stanford — Cello Sonata No. 2 (1991)
- Frederick Delius — Caprice and Elegy (1993)
- Gustav Holst — Invocation (1993)
- Edvard Grieg — Cello Sonata (1995)
- Delius — Cello Sonata (1995)

## Коллекции / CD
- Travels with my Cello (1984)
- Pieces (1985)
- Travels with my Cello Vol. 2 (1986)
- Cello Song (1993)
- English Idyll (1994)
- Cradle Song (1995)
- Cello Moods (1998)
- Elegy (1999)
- Lloyd Webber Plays Lloyd Webber (2001)
- Celebration (2001)
- Made in England (2003)
- Unexpected Songs (200
- Romantic Cello Concertos (2009)
- Fair Albion — Music by Patrick Hawes (2009)
- The Art of Julian Lloyd Webber (2011)
- Evening Songs (2012)